# Zolwer
Zolwer (luxemburgisch Zolwerⓘ, französisch Soleuvre) ist eine Ortschaft der Gemeinde Sassenheim (Luxemburg) mit 6.260 Einwohnern (Stand: 2021). Sie grenzt unter anderen an Differdingen. Auf dem Wappen von Zolwer ist ein schwarzer Löwe auf beigefarbenem Hintergrund dargestellt.

## Geschichte
Zolwer ist die Ortschaft der Gemeinde Sassenheim, die am frühesten erwähnt wird. Im Oktober 793 oder 794 schenkten die Eheleute Garbannus und Ratsint dem Kloster Echternach ’’ihren ganzen Besitz im Wawergau, in der Nähe des Kastells mit Namen Zolveren, in der Villa, die Hagenen genannt wird’’. Also ist ’’Zolwer’’ eigentlich ursprünglich der Name der zukünftigen Burg auf dem Zolwerknapp, ehe er für das Dorf gebraucht wurde. Fast gleich klingt Zolvere (1135, 1192). Wahrscheinlich romanisierte Varianten sind später überliefert: Soloeure (1236) und Soulueur/-Solueuvre (1387). Die Bedeutung des Namens ist bis heute unbestimmt.
In den frühen 1860er Jahren lebten größtenteils Bauern in Zolwer. 1911 taten sich drei kleine Hüttengesellschaften zusammen und gründeten die ARBED (heute ArcelorMittal), einen Stahlbetrieb mit damals 23 Hochöfen, Stahl- und Walzwerken und rund 60.000 Arbeitsplätzen. Die Feld- und Landwirtschaft wurde größtenteils durch den Bergbau ersetzt und die Bauern wurden Bergbauarbeiter. Von der ARBED wurden zahlreiche, meistens kleinere Häuser errichtet, die den Gastarbeitern der Stahlwerke zur Verfügung gestellt wurden. So entstanden nach und nach Viertel mit auswärtigen Arbeitern in Zolwer.

## Bauwerke
Im Tal des Zolwerknapps steht die im Mittelalter erbaute römisch-katholische Kirche. Im Zentrum von Zolwer (früher „Basketsterrain“ genannt, da hier auch offiziell Basketball gespielt wurde) befindet sich der Place de l’Indépendance (deutsch Unabhängigkeitsplatz), ein kleiner Hof, auf dem mehrere Springbrunnen stehen.